# 平沼貞次
平沼貞次（ひらぬま さだじ、1954年4月9日 - ）は日本の財務官僚。血液型はB型。国税不服審判所次長などを歴任。

## 来歴
宮城県仙台市出身（父は大阪府、母は北海道）。宮城県仙台第一高等学校、東京大学法学部卒業。1978年 大蔵省入省（理財局国有財産総括課）。1983年7月 相馬税務署長。1994年7月 関東財務局理財部長。1999年7月 沖縄開発庁振興局振興総務課長。2001年1月6日 内閣府沖縄振興局総務課長。2003年7月 国税庁長官官房企画課長。2004年7月2日 財務省大臣官房地方課長兼財務総合政策研究所次長。2006年7月28日 名古屋国税局長。2007年5月1日 預金保険機構総務部長兼RCC室長。2009年7月14日 国税不服審判所次長。2010年9月20日 大臣官房付。同年10月1日 地方公共団体金融機構理事（2014年9月まで）。2013年4月1日 関東信越国税不服審判所所長。2015年3月31日 財務省大臣官房付、定年退官。

## 略歴
- 1978年4月：大蔵省入省（理財局国有財産総括課）[2]。
- 1980年9月：大臣官房調査企画課。
- 1981年7月：銀行局調査課調査係長[3]。
- 1983年7月：相馬税務署長。
- 1984年7月：関税局監視課長補佐。
- 1985年7月：関税局総務課長補佐（企画・広報）[4]。
- 1986年7月：関税局付（外務研修）。
- 1987年5月：外務省経済協力開発機構日本政府代表部二等書記官。
- 1988年4月：外務省経済協力開発機構日本政府代表部一等書記官。
- 1990年7月：国際金融局開発政策課長補佐。
- 1991年6月：国際金融局調査課長補佐。
- 1992年7月：福岡財務支局理財部長。
- 1994年7月：関東財務局理財部長。
- 1996年7月：大臣官房企画官 兼 大臣官房調査企画課。
- 1997年7月：国税庁課税部酒税課長。
- 1999年7月：大臣官房付。
- 1999年7月：沖縄開発庁振興局振興総務課長。
- 2001年1月6日：内閣府沖縄振興局総務課長。
- 2001年7月：大阪国税局総務部長。
- 2002年7月：東京国税局総務部長。
- 2003年7月：国税庁長官官房企画課長。
- 2004年7月2日：財務省大臣官房地方課長 兼 財務総合政策研究所次長。
- 2006年7月28日：名古屋国税局長。
- 2007年5月1日：預金保険機構総務部長 兼 RCC室長。
- 2009年7月14日：国税不服審判所次長。
- 2010年9月20日：大臣官房付。
- 2010年10月1日：地方公共団体金融機構理事（2014年9月まで）。
- 2013年4月1日：関東信越国税不服審判所所長[5]。
- 2015年3月31日：財務省大臣官房付、定年退官。
- 2015年6月12日：日本共同証券財団常務理事。